# Collada de la Pedra Picada
La Collada de la Pedra Ficada és un coll a 1.524,8 m d'altitud del límit dels termes municipals de Tremp, del Pallars Jussà, dins de l'antic municipi ribagorçà d'Espluga de Serra, i del Pont de Suert, dins de l'antic terme de Viu de Llevata, de l'Alta Ribagorça. Així doncs, tot i que aquesta collada pertany geogràficament del tot a la comarca ribagorçana, administrativament separa el Pallars Jussà de l'Alta Ribagorça.
Està situat al sud-oest del Turó de la Guàrdia, a la carena que uneix la Serra de Sant Gervàs, que queda al nord-oest, amb els serres de l'Estall i Camporan.